# Inke
Inke község Somogy vármegye Csurgói járásában.

## Fekvése
A vármegye nyugati részén fekszik, a már Zala vármegyéhez tartozó Nagykanizsa városától 25 kilométerre délkeletre. Különálló településrésze az egykor önálló – még ma is saját temetővel rendelkező – Kisdencs, a központjától mintegy másfél kilométerre északnyugatra.
A közvetlenül határos települések: észak felől Pat és Varászló, északkelet felől Nemesdéd, kelet felől Vése, dél felől Kaszó, nyugat felől pedig Iharosberény.

### Megközelítése
Csak közúton, és csak Vése vagy Iharosberény érintésével érhető el, mindkét irányból az ezen a szakaszon csaknem pontosan kelet-nyugati irányban húzódó 61-es főúton. A többi környező községgel csak mezőgazdasági utak kötik össze.

## Története
Az írásos dokumentumok először 1279-ben említik. a falu neve a középkori oklevelekben a gyakori birtokosváltás miatt többször is szerepel. Lakossága a 16. században áttért a protestáns hitre, de az ellenreformáció és a betelepítések következtében megnőtt a római katolikus vallásúak száma. A mai község Inkeyantalfával egyesült, ez utóbbi falu a nevét Inkey Antalról kapta, aki 1855-ben telepítette be.
A helybeliek azt remélik, hogy az alvárpusztai feltárások nyomán török kori leletek, a fazekasdencsi feltárások eredményeként pedig egy középkori templom és fazekasműhely múltidéző maradványai is gazdagíthatják majd az inkei látnivalókat. Fazekasdencsen még a II. világháború végét követően is állt egy vízimalom, melynek utolsó molnárja Bereczk Károly volt.

## Közélete

### Polgármesterei
- 1990–1991: Papp Imre (Társadalmi Egyesülések Szövetsége)[3][4]
- 1991–199x: Kovácsné dr. Gáti Kornélia (független)[5]
- 1994–1998: Berkes Sándor (független)[6]
- 1998–2002: Rózsa Sándor (független)[7]
- 2002–2006: Rózsa Sándor (független)[8]
- 2006–2010: Rózsa Sándor (független)[9]
- 2010–2014: Rózsa Sándor (független)[10]
- 2014–2019: Rózsa Sándor (független)[11]
- 2019–2024: Rózsa Sándor (független)[12]
- 2024– : Tóth Ádám (független)[1]

1991 nyarán időközi polgármester-választást tartottak a településen, miután Papp Imre januárban bejelentette lemondását a tisztségről.

## Népesség
A település népességének változása:
| Lakosok száma | 1233 | 1181 | 1164 | 1133 | 1106 | 1084 | 1076 |
|               | 2013 | 2014 | 2015 | 2021 | 2022 | 2023 | 2024 |

A 2011-es népszámlálás során a lakosok 84%-a magyarnak, 7,4% cigánynak, 0,2% németnek mondta magát (15,9% nem nyilatkozott; a kettős identitások miatt a végösszeg nagyobb lehet 100%-nál). A vallási megoszlás a következő volt: római katolikus 64,1%, református 10,3%, evangélikus 2,3%, görögkatolikus 0,2%, felekezet nélküli 2% (20,6% nem nyilatkozott).
2022-ben a lakosság 77,9%-a vallotta magát magyarnak, 9,5% cigánynak, 0,7% németnek, 0,2% bolgárnak, 0,2% görögnek, 0,1-0,1% románnak, szerbnek, lengyelnek és ukránnak, 1,3% egyéb, nem hazai nemzetiségűnek (21,7% nem nyilatkozott; a kettős identitások miatt a végösszeg nagyobb lehet 100%-nál). Vallásuk szerint 49,5% volt római katolikus, 7,4% református, 1% evangélikus, 0,5% görög katolikus, 0,3% egyéb keresztény, 1,2% egyéb katolikus, 3,1% felekezeten kívüli (37,2% nem válaszolt).

## Nevezetességei

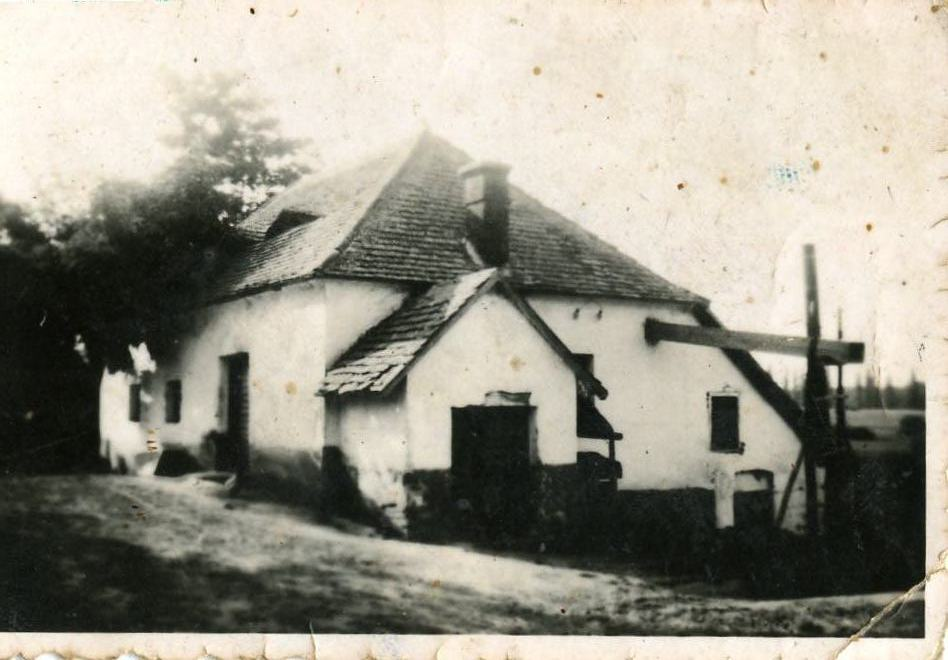
Az Inkéhez tartozó Fazekasdencs vízimalma egy 1946 körüli képen

A Jézus szíve plébánia korábban a Veszprémi egyházmegye része volt, az egyházmegye 1993-as kettébontása, a Kaposvári egyházmegye megalapítása óta az utóbbi egyházmegye csurgói esperesi kerületéhez tartozik. Az inkei templom építészeti értéke miatt helyi védelem alatt áll.
- Inkey kúria

## Híres emberek
- Itt született 1877. március 7-én Kántor Géza haditengerész altiszt, emlékiratíró, postamester.
- Itt született 1902. augusztus 7-én Kalmár Rozália (Kalmár Rózsi) színésznő, Rátkai Márton színművész felesége.
- Itt született 1942. augusztus 4-én Ferincz István szlavista filológus, c. egyetemi tanár.
- 1920-tól 1945-ig itt élt Padányi Sándor (Zalaszentiván, Zala vármegye, 1884. szeptember 16. – Darvaspuszta, 1945. március 31.) plébános. 1930-ban lett a község első plébánosa, 1945-ben a községet ostromló szovjet csapatok bevonulásukkor a református iskola udvarára hurcolták, megkínozták, megölték, majd holttestét egy trágyadombra dobták. Hetek múlva testvérhúga vitte át a temetőbe. Végül az inkei templomban a Szűz Mária-oltár elé temették. Emlékét a KGB által ártatlanul és kegyetlenül kivégzett 6 falubelijével együtt 2002 óta emléktábla őrzi.
- Itt született 1956. október 28-án Dr. Somogyi Ferenc közgazdász, tanár, tanszékvezető. 1982 óta rendszeresen publikál, a magyar emberitőke-állomány állapota és az ökológiai kihívás témakörökben.